# West African Football Academy
La West African Football Academy, meglio nota come Feyenoord Academy, è una società calcistica ghanese.

## Storia
Il presidente del Feyenoord, Jorien van den Herik, ha ricevuto il permesso per l'apertura dell'accademia di calcio del Feyenoord nell'insediamento ghanese di Gomoa Fetteh, appena fuori dalla capitale Accra.
Mohammed Abubakari è stato il primo giocatore che si è diplomato all'accademia e ha ottenuto un contratto da professionista al Feyenoord. 
Nell'agosto 2014, la Feyenoord Academy è stata ribattezzata West African Football Academy. Nello stesso anno, il club rilevò la vecchia Red Bull Academy vicino a Sogakope e si trasferì dalla loro vecchia sede a Gomoa Fetteh a questa nuova sede nella regione del Volta.